# Josef Hofbauer (Mathematiker)
Josef Hofbauer (* 1956 in St. Pölten, Niederösterreich) ist ein österreichischer Mathematiker. Er ist Professor für Biomathematik an der Fakultät für Mathematik der Universität Wien.

## Leben
Hofbauer studierte Mathematik an der Universität Wien, wo er 1978 bei Johann Cigler zum Thema Beiträge zu Rota's Theorie der Folgen von Binomialtyp promovierte (die formale Promotion erfolgte 1979 sub auspiciis Praesidentis rei publicae) und war danach an der Universität Wien, der Northwestern University in Evanston, Illinois, der University of Alberta in Edmonton, sowie dem Collegium Budapest tätig. 2004 trat er eine Professur am University College London an. 2006 wurde er an die Universität Wien berufen.
Hofbauers Spezialgebiete sind Dynamische Systeme und ihre Anwendungen im Bereich der Biomathematik sowie Evolutionäre Spieltheorie. Er kooperierte und publizierte mit Karl Sigmund.

## Schriften
- mit Karl Sigmund: Evolutionstheorie und Dynamische Systeme. Parey, 1984 (englische Ausgabe: Dynamical Systems and the theory of Evolution. Cambridge University Press, 1990).
- mit K. Sigmund: Evolutionary Games and Population Dynamics. Cambridge University Press, 1998.
- mit K. Sigmund Evolutionary Game Dynamics. In: Bulletin AMS. Bd. 40, 2003, S. 479–519.